# Wheeler (Nueva York)
Wheeler es un municipio situado en el condado de Steuben, estado de Nueva York, Estados Unidos. Tiene una población estimada, a mediados de 2023, de 1140 habitantes.

## Geografía
La localidad está ubicada en las coordenadas 42°26′13″N 77°20′21″O / 42.43694, -77.33917 (42.436941, -77.339222).

## Demografía
Según la estimación 2018-2022 de la Oficina del Censo, los ingresos medios de los hogares en la localidad son de $59,236 y los ingresos medios de las familias son de $68,403. Alrededor del 31.4% de la población está por debajo de la línea de pobreza.